# Rohovîci, Polonne
Rohovîci (în ucraineană Роговичі) este localitatea de reședință a comunei Rohovîci din raionul Polonne, regiunea Hmelnîțkîi, Ucraina.

## Demografie
Componența lingvistică a localității Rohovîci
     Ucraineană (100%)
Conform recensământului din 2001, toată populația localității Rohovîci era vorbitoare de ucraineană (100%).